# Fiambre

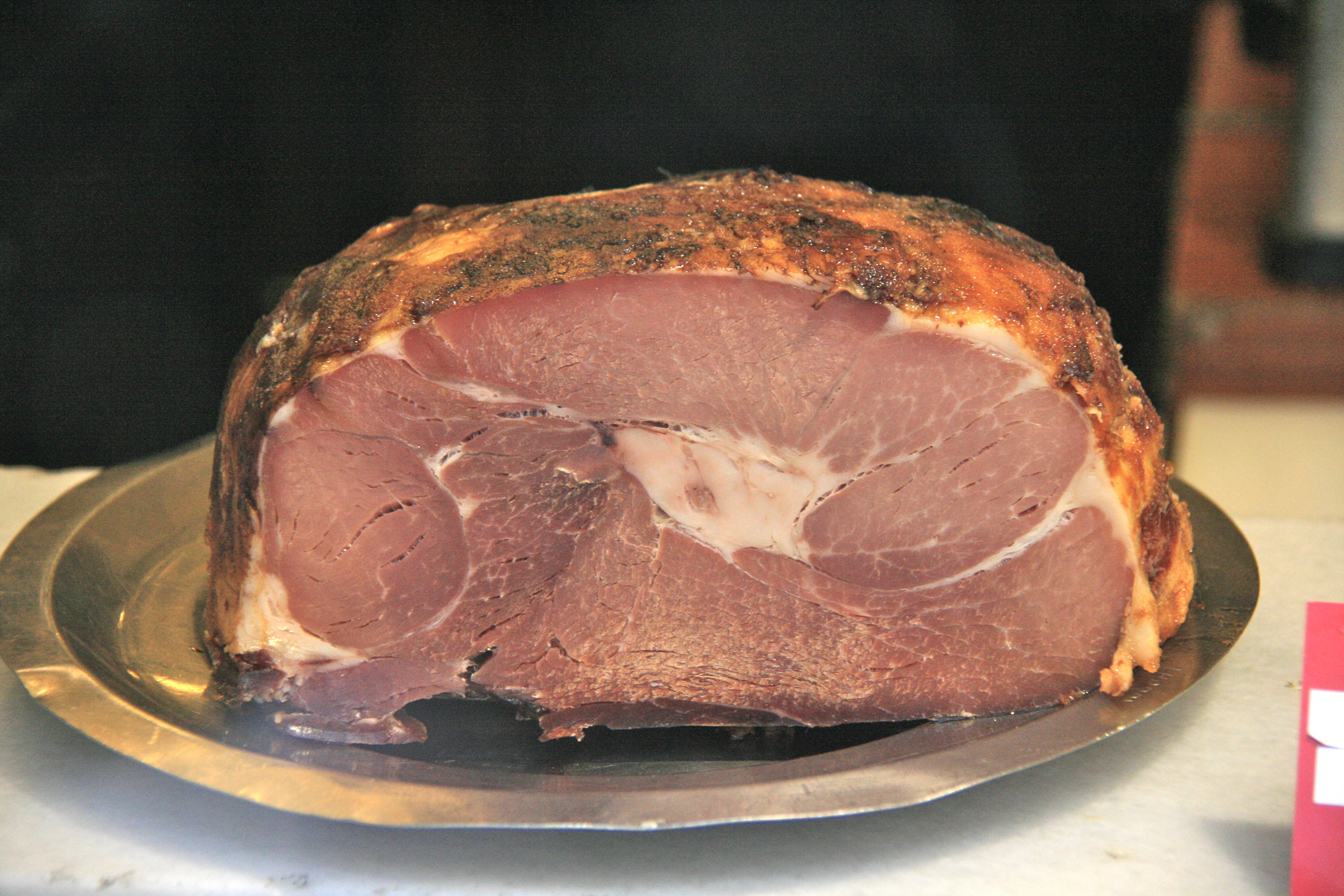
Un roastbeef.

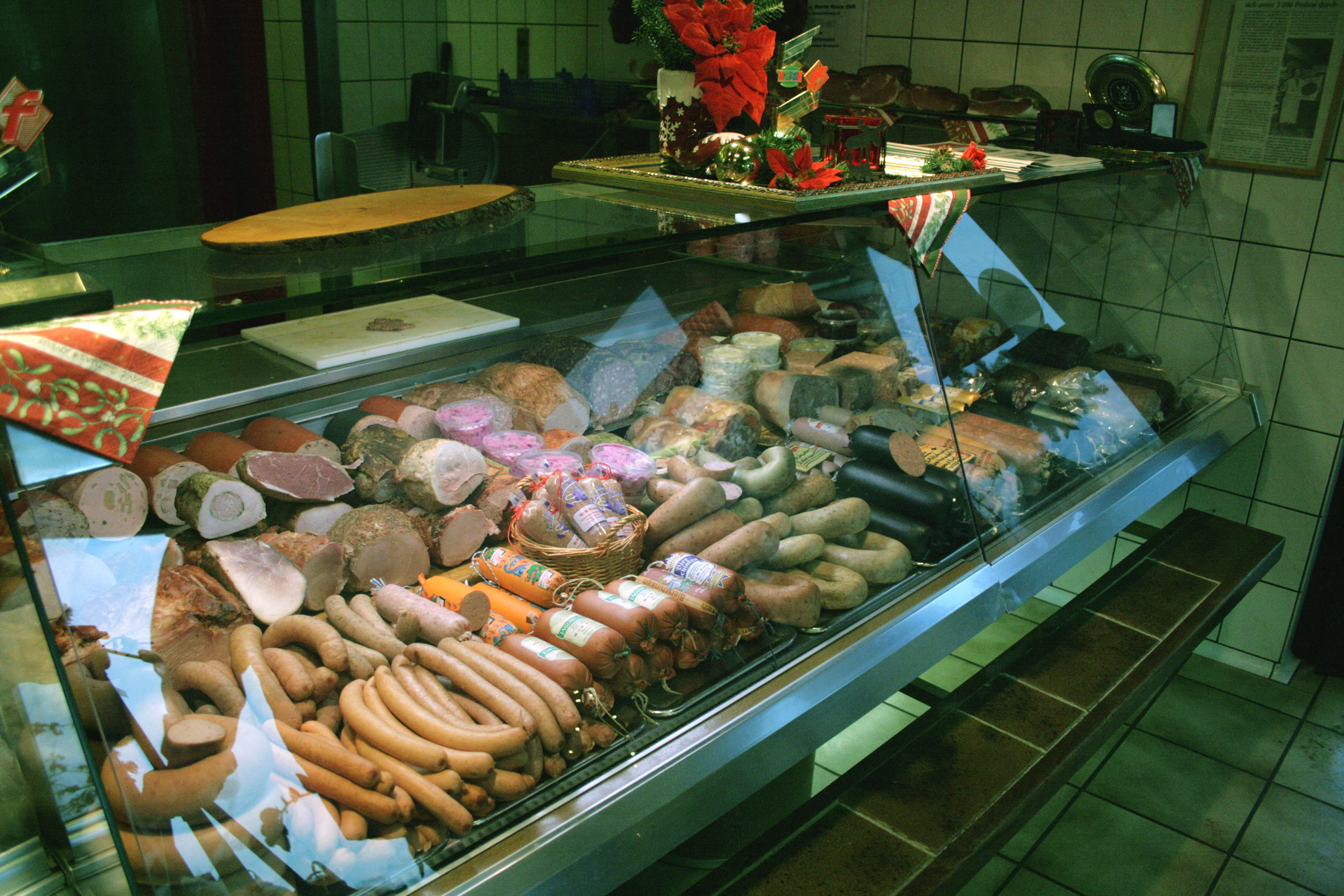
Mostrador de una tienda de fiambres.

El fiambre es un grupo de origen cárnico y ya procesados. Entre los alimentos englobados bajo el término de fiambre están los embutidos, salchichas, pasteles de carne, etcétera. Por regla general se cortan en rebanadas y se comen en forma de sándwiches o bocadillos y también se sirven en una tabla de embutidos (acompañada generalmente con huevo cocido) como entremés. Cuando se acompaña con pan se le puede denominar companaje. También se llama fiambre a los restos de una barbacoa cortados y servidos en frío.

## Conservación e higiene
Los embutidos y fiambres deben conservarse siempre en ambientes frescos (sobre todo en los meses calurosos de verano), lo ideal para la conservación de los fiambres es que estos se consuman justo en el momento de su cortado, debido a que un fiambre cortado posee más superficie, la afectan más las bacterias y los organismos y se oxida con más facilidad, por esta razón es aconsejable comprar el fiambre cortado que se vaya a consumir en el día, a lo sumo en otro día.

## Popular
El uso de la palabra fiambre se interpreta en la jerga de la calle como un muerto.
En Guatemala, el fiambre es un platillo tradicional del mes de noviembre, el cual se prepara con carnes frías, embutidos y vegetales encurtidos sazonados de forma especial y se suele comer el día 1 y 2 del mes para celebrar el Día de Todos los Santos y el Día de Todos los Difuntos. Existen tres variantes principales: rojo, blanco y verde, que se diferencian por el uso de remolacha (o betabel) que proporciona el color rojo característico al fiambre, o por el uso de mostaza y perejil.

## Consumo
La forma tradicional de consumirse el fiambre es en fetas rebanadas con máquinas especiales, comúnmente llamadas cortadoras de fiambre. También en reuniones sociales, donde el fiambre es servido en trozos, junto con quesos y otros elementos (papas fritas, bocaditos de maíz, maní tostado, aceitunas). A esa forma de servir se la llama picada.